# (34422) 2000 SX14
2000 SX14 (asteroide 34422) é um asteroide da cintura principal. Possui uma excentricidade de 0.16806140 e uma inclinação de 14.42950º.
Este asteroide foi descoberto no dia 23 de setembro de 2000 por LINEAR em Socorro.